# Lodowisko

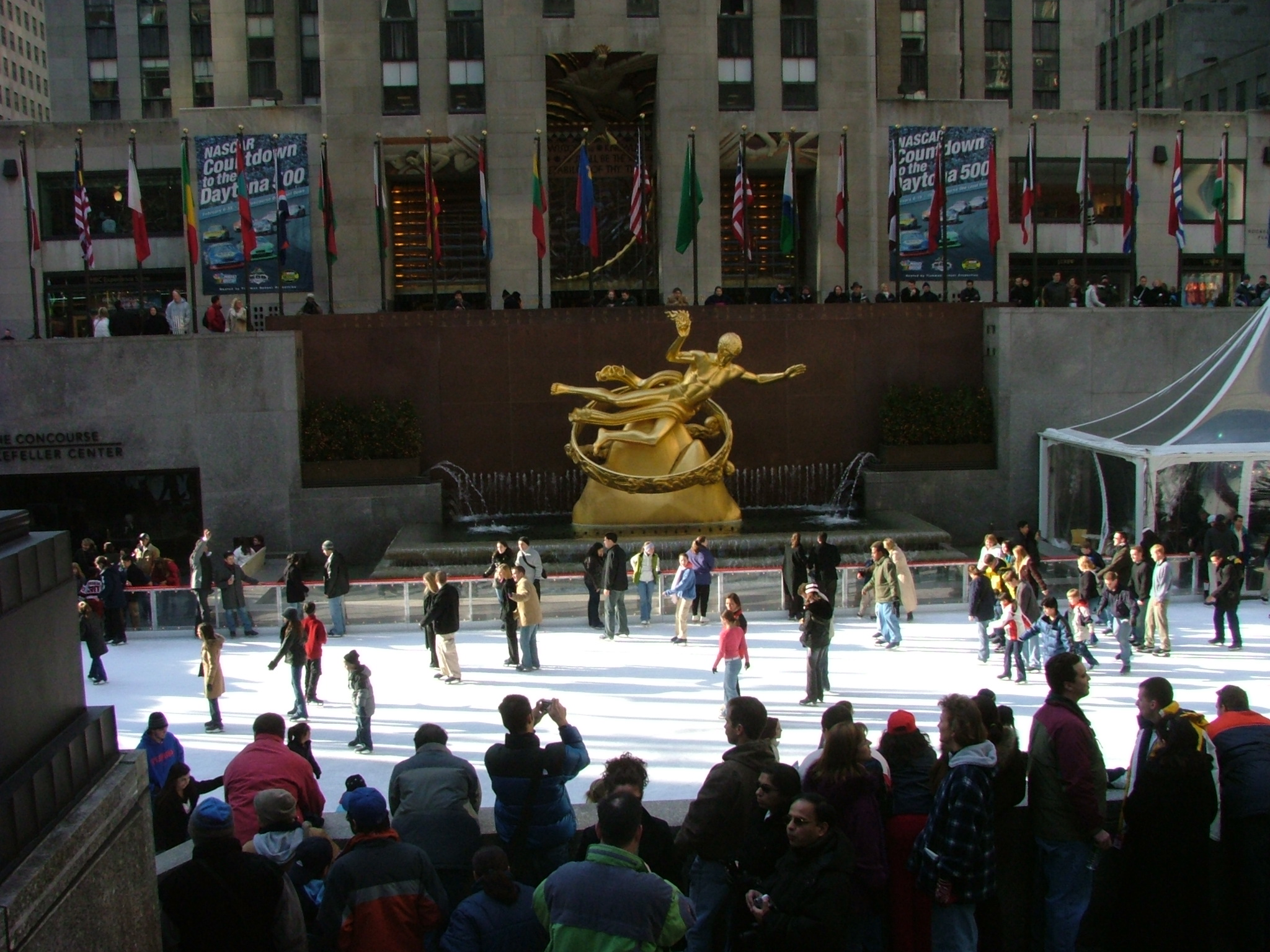
Nowojorskie lodowisko w Centrum Rockefellera

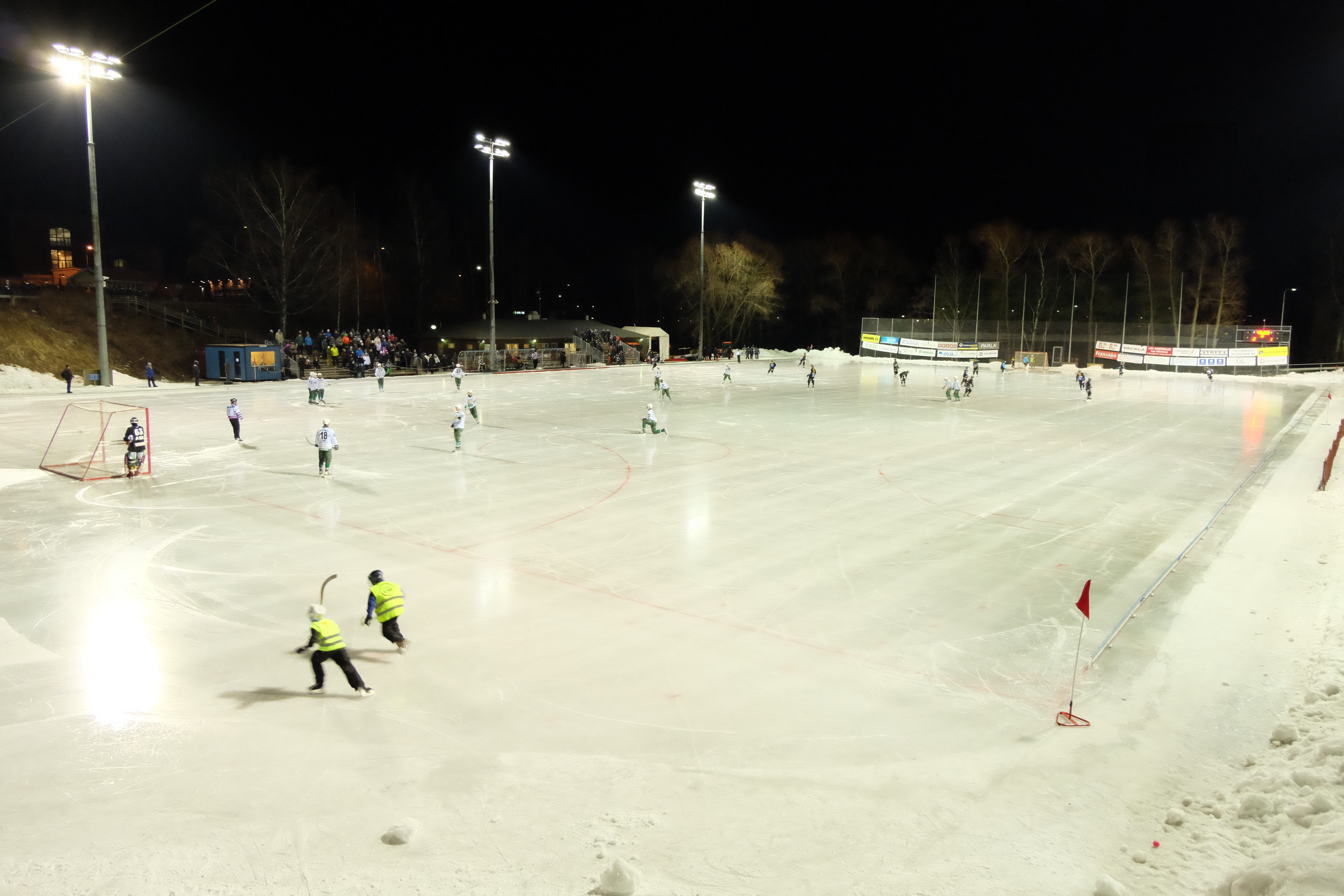
Bandy

Lodowisko – specjalnie zorganizowane miejsce do uprawiania sportów łyżwiarskich. Lodowiska dzielą się na dwie podstawowe grupy: naturalne i sztuczne. Wielkość lodowiska zależy od możliwości technicznych organizatorów oraz od ewentualnych wymogów dyscypliny, dla uprawiania której są stworzone.

## Rodzaje lodowisk
Lodowiska naturalne to takie, które powstają na naturalnie zamrożonej wodzie. Dzielą się na:
- Lodowiska na zbiornikach naturalnych zazwyczaj działają „nieoficjalnie”, jednakże zamarznięty staw, czy jezioro – przy odpowiedniej pogodzie – są prostym i tanim miejscem na zorganizowanie dobrej ślizgawki.
- Lodowiska wylewane były bardzo popularne w czasach PRL, kiedy to niemalże na każdym osiedlu istniało przynajmniej jedno, powstałe poprzez zamarznięcie rozlanej przez dozorców wody na kortach tenisowych i boiskach szkolnych.

Lodowiska sztuczne dzielą się na otwarte i kryte. Powstają poprzez zamrożenie wody przez sztucznie wytworzoną i utrzymywaną niską temperaturę. W przeciwieństwie do lodowisk naturalnych, są bardziej odporne na działanie temperatury powietrza – niektóre z krytych mogą nawet funkcjonować przez cały rok.
Lodowiska kryte dzielą się na pałace lodowe, hale i tafle przenośne.